# Marcel Lévesque
Marcel Lévesque (Parigi, 6 dicembre 1877 – Parigi, 16 febbraio 1962) è stato un attore francese del cinema muto.

## Biografia
Conosciuto per i suoi personaggi dal taglio umoristico nei serial noir come Les Vampires o Judex di Louis Feuillade, cominciò la sua carriera di attore cinematografico nel 1913 in un film di Léonce Perret. Nella sua carriera, durata fino ai tardi anni cinquanta, reciterà in quasi ottanta film.
Negli ultimi anni di vita, diresse una casa di riposo per attori anziani a Couilly-Pont-aux-Dames, dove morì nel 1962 all'età di 84 anni.

## Filmografia

### Attore
- Léonce et Poupette, regia di Léonce Perret (1913)
- Hotel della stazione (L'Hôtel de la gare), regia di Louis Feuillade - cortometraggio (1914)
- Il foruncolo (Le Furoncle), regia di Louis Feuillade - cortometraggio (1915)
- Les Vampires, regia di Louis Feuillade - serial cinematografico (1915)
- Les Vampires: La Tête coupée, regia di Louis Feuillade  (1915)
- Les Vampires: La Bague qui tue, regia di Louis Feuillade (1915)
- Les Vampires: Le Cryptogramme rouge, regia di Louis Feuillade (1915)
- Le Pied qui étreint, regia di Jacques Feyder (1916)
- C'est pour les orphelins, regia di Louis Feuillade (1916)
- Les Vampires: Le Spectre, regia di Louis Feuillade (1916)
- Les Vampires: L'Evasion du mort, regia di Louis Feuillade  (1916)
- Les Vampires: Les Yeux qui fascinent, regia di Louis Feuillade  (1916)
- Les Vampires: Satanas, regia di Louis Feuillade  (1916)
- Il padrone della folgore (Le Maître de la foundre), regia di Louis Feuillade  (1916)
- Les Mariés d'un jour, regia di Louis Feuillade (1916)
- Les Vampires: L'Homme des poisons, regia di Louis Feuillade (1916)
- Les Vampires: Les Noces sanglantes, regia di Louis Feuillade  (1916)
- Les Fourberies de Pingouin, regia di Louis Feuillade (1916)
- Judex, regia di Louis Feuillade - serial cinematografico (1916)
- The Empire of Diamonds, regia di Léonce Perret (1920)
- Serpentin fait de la peinture, regia di Alfred Machin (1922)
- La dama de Chez Maxim's (La Dame de chez Maxim's), regia di Amleto Palermi (1923)
- Florette e Patapon, regia di Amleto Palermi (1927)
- Tout ça ne vaut pas l'amour, regia di Jacques Tourneur (1931)
- Il delitto del signor Lange (Le Crime de Monsieur Lange), regia di Jean Renoir (1936)
- Les caves du Majestic, regia di Richard Pottier (1945)
- Six heures à perdre, regia di Alex Joffé e Jean Lévitte (1947)

### Sceneggiatore
- Léonce et Poupette, regia di Léonce Perret (1913)
- Serpentin fait de la peinture, regia di Alfred Machin (1922)